# Levoča
Levoča (Duits: Leutschau, Hongaars: Lőcse) is een stad in het noorden van Slowakije in de regio Spiš en telt ruim 14.000 inwoners. De stad, in 1249 als Leucha voor het eerst genoemd, was ooit de op twee na grootste stad van het Koninkrijk Hongarije. Deze stad was tussen de 13e eeuw en 1920 samen met de Spišský hrad (tussen de 13e en 16e eeuw) de hoofdstad van het historisch Hongaarse comitaat Szepes.

## Geschiedenis
De moderne geschiedenis van de stad start na het jaar 1241 als de Mongolen het gebied verwoest en ontvolkt achterlaten. De Hongaarse koning vraagt Saksische kolonisten om het gebied opnieuw op te bouwen (Zipserduitsers) en er ontstaat de Duitse stad Leutschau die een autonome status heeft met vrije burgers binnen het koninkrijk Hongarije. Na 1526, als Hongarije door de Turken wordt aangevallen wordt de stad onderdeel van het veel kleinere Hongaarse koninkrijk dat ongeveer het huidige Slowakije en het westen van Hongarije beslaat. Dit koninkrijk heeft een Habsburger als koning. De bevolking gaat tijdens de reformatie over van kerk, maar de Habsburgers weten met een contrareformatie de bevolking terug te winnen voor de Katholieken.
Vanaf 1867 wordt Hongarije weer een onafhankelijk land en gaat de stad mee in de snelle ontwikkeling van het land.
In 1910, de laatste volkstelling voor de ineenstorting van Oostenrijk-Hongarije, was Levoca nog een multiculturele stad. Van de 7528 inwoners waren er 3094 Slowaaks, 2410 Hongaars, 1377 Duits, 201 Roetheen en 197 Roemeen. Nadat de stad in 1920 onderdeel werd van Tsjechoslowakije vertrokken veel Hongaren en na de Tweede Wereldoorlog werden de Duitsers en Hongaren verbannen. In een paar golven verliet zo een groot deel van de bevolking de stad (en regio). Hun plekken werden ingenomen door Slowaken.
Sinds 1990 komen er in de zomers nog veel Duitse en Hongaarse families naar de stad uit nostalgie, maar ook om familiegraven te verzorgen.

## Partnersteden
- Kalwaria Zebrzydowska (Polen)

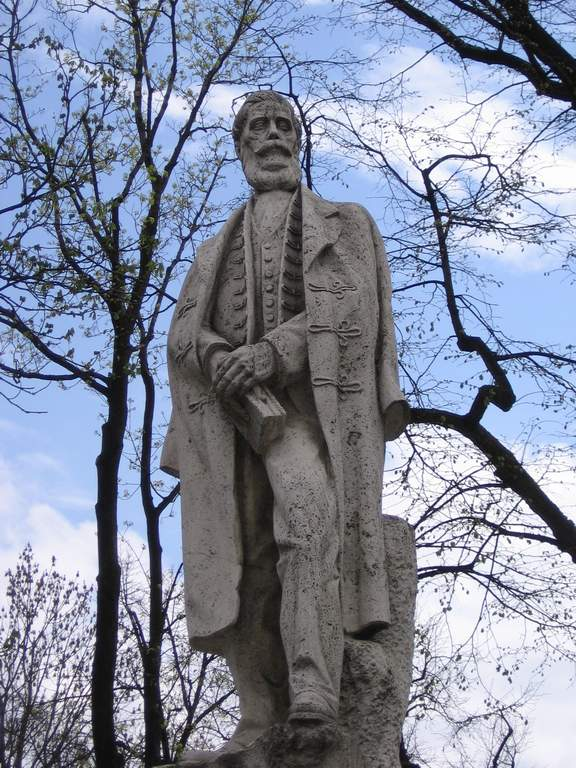
Monument Ľudovít Štúr
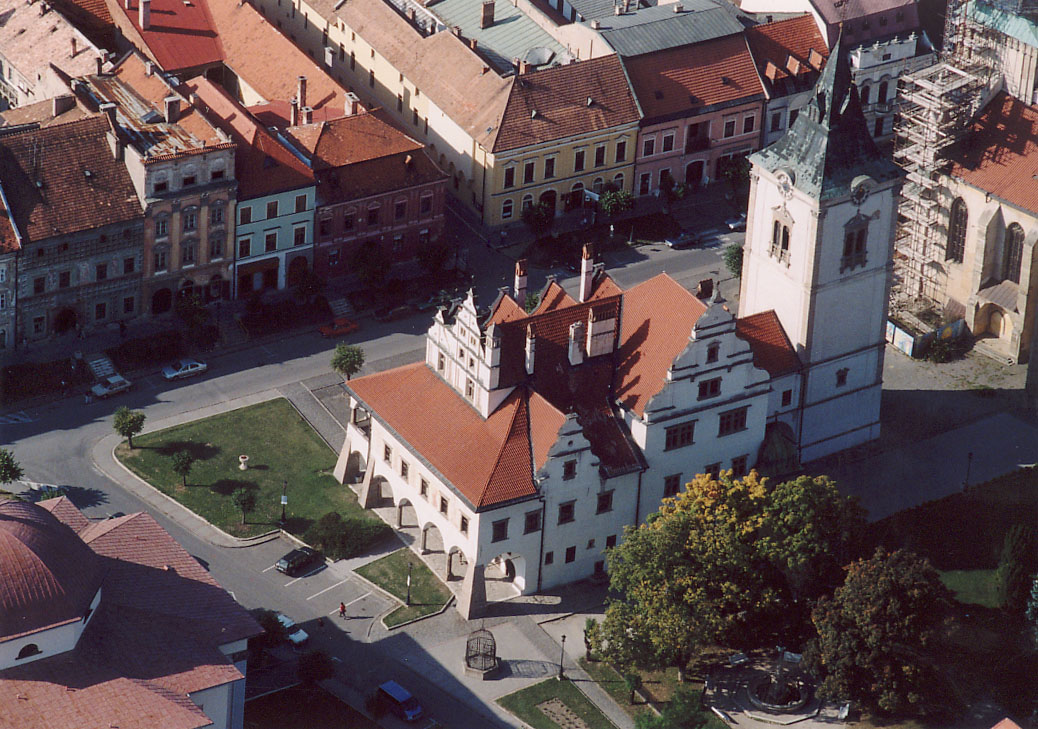
Stadhuis
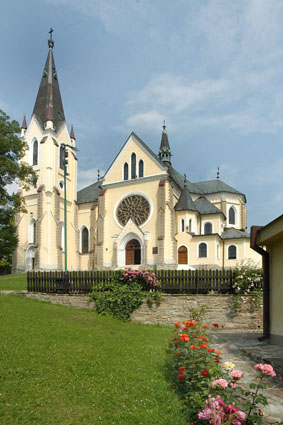
Mariabasiliek

- Bibliothèque nationale de France: cb12315007s (data)
- Gemeinsame Normdatei: 4111283-0
- Library of Congress Control Number: n81062564
- MusicBrainz: 1dc9e3c2-ec5d-4c8b-b44d-8f8b294e0757
- Nationale Bibliotheek van Tsjechië: ge129789
- Nationale Bibliotheek van Israël: 987007564544405171
- Virtual International Authority File: 154779124
- WorldCat: E39PBJpPBpdrvqXyjFKdWj4wmd